# Enonvesi (Saimen)
Enonvesi är en fjärd i Saimen i Finland. Den ligger i kommunerna Enonkoski, Heinävesi, Nyslott och Varkaus i landskapen Södra Savolax och Norra Savolax, i den sydöstra delen av landet, 300 km nordost om huvudstaden Helsingfors. Enonvesi ligger 75,8 meter över havet. Arean är 196,68 kvadratkilometer och strandlinjen är 1 310,17 kilometer lång. Sjön  ingår i Vuoksens huvudavrinningsområde.   I sjöID för Enonvesi räknas också fjärden Ruokovesi.